# Dragan Marušič
Dragan Marušič [drágan marúšič], slovenski matematik, * 1. maj 1953.
Marušičevo področje raziskav je algebrska teorija grafov in še posebej simetrija grafov ter vpliv končnih grup na kombinatorične objekte. Leta 2002 je skupaj s Pisanskim pomagal pokazati, da je Grayjev graf najmanjši kubični polsimetrični graf, kar je bil dolgo časa odprt problem.
14. novembra 2011 je bil izvoljen za tretjega rektorja Univerze na Primorskem.

## Življenje
Od leta 1968 do 1972 je hodil na Gimnazijo v Kopru. Študiral je matematiko na Univerzi v Ljubljani. Doktoriral je leta 1981 na Univerzi v Readingu z disertacijo O simetričnih digrafih po točkah (On Vertex Symmetric Digraphs) pod mentorstvom Nash-Williamsa.
Marušič velja za ustanovitelja slovenske šole algebrske teorije grafov in permutacijskih grup. Leta 2002 je za svoje prispevke k teoriji grafov in algebri prejel Zoisovo nagrado. Je ustanovni urednik znanstvene revije Ars Mathematica Contemporanea.
Marušič je idejni pobudnik Univerze na Primorskem. Pred nastopom funkcije njenega rektorja je bil dekan in eden od ustanoviteljev Fakultete za matematiko, naravoslovje in informacijske tehnologije (UP FAMNIT), ki je najmlajša članica te univerze, hkrati pa tudi ena najhitreje rastočih.
Marušič aktivno deluje znotraj državnih strokovnih teles visokega šolstva in znanosti. V letih 2005 – 2011 je bil član Sveta za visoko šolstvo Republike Slovenije. Trenutno je član Strokovnega sveta Republike Slovenije za splošno izobraževanje in član Odbora Republike Slovenije za Zoisovo nagrado, Zoisovo priznanje, priznanje Ambasador znanosti Republike Slovenije ter Puhovo priznanje.
Na Marušičevo pobudo je bilo leta 2010 v Kopru ustanovljeno Akademsko športno društvo FAMNIT, ki si prizadeva prek športa kot vzgojnega dejavnika doseči pozitivni učinek pri osebnostnem razvoju koprskih mlajših generacij.
Marušič je prejemnik najvišjega priznanja Mestne občine Koper – »Priznanje 15. maj za življenjsko delo na področju družbenih, znanstvenih in pedagoških dejavnosti v Mestni občini Koper« je prejel v letu 2011.

## Družina
Njegova brata sta psihiater in psiholog Andrej Marušič ter zdravnik Dorjan Marušič.